# Iijima
Pour les articles homonymes, voir Iijima (homonymie).
Iijima (飯島町, Iijima-machi) est un bourg du district de Kamiina, dans la préfecture de Nagano, au Japon.

## Géographie

### Démographie
Au 1er février 2015, la population d'Iijima s'élevait à 9 413 habitants répartis sur une superficie de 86,96 km2.

## Jumelage
- Ferraz de Vasconcelos (Brésil) depuis 1975